# 武神戯曲
『武神戯曲』（ぶしんぎきょく）は上田宏の漫画作品。『月刊電撃コミックガオ!』で連載された。
現在はマンガ図書館Zにおいて全巻公開中
主人公・泉辰明は2002年の東京から1923年の北京に来てしまった。泉辰明は京劇の修行をするため科班（京劇俳優養成所）で生活しながら、この時代ではまだ少年であろう祖父（大爺）を探す。

## 登場人物
泉辰明（♂）
日本人の身でありながら京劇役者を目指す。中国語を異常な早さで覚えるなど、不思議な部分もある。
大爺（♂）
泉辰明の祖父であり京劇の師匠。昔は京劇役者だったが、日中戦争の始まりと共に京劇を捨て、日本で暮らす。
梅蘭芳（メイ・ランファン）（♂）
中国一の「旦」役の俳優。
紅蘭（ホンラン）（♀）
梅蘭芳の愛弟子。京劇の世界では男優しか認められていないため、普段から男装している。

## サブタイトル
1. 世界実是大戯台（コノ世界全テヲ舞台トス）
2. 看得京劇真面目（本物ノ京劇ヲ見ル）
3. 面対現実抱決心（現実ヲ見据エ、覚悟ヲ決メル）
4. 新生活要開始啦（新タナ生活ノ始マリ）
5. 梨園学芸闖天下（京劇俳優ヘノ第一歩）
6. 想看真正的演技（本物ノ舞台ガ観タイ）
7. 想在舞台上演技（舞台ニ立チタイ）
8. 誰来扮演虞姫呢（虞姫役ノ行方ハ？）
9. 終干決完了角色（ツイニ配役決定）
10. 盼望已久初登台（待チニ待ッタ初舞台）
11. 演出以後第一歩（舞台ノアト）
12. 一行一路向上海（上海ヲ目指シテ）
13. 想在大爺於上海（上海デ祖父ヲ想ウ）
14. 京劇大爺和朋友（京劇ト大爺ト仲間ト）
15. 少年回帰到故郷（少年ハ故郷ニ帰ル）
16. 日本中国[？][？]两辺（日本ト中国ノ狭間デ）
17. 最終幕 [？]来[？]劇能干[？]（京劇ノ為、未来ノ為ニ出キル事）

## 作中用語
- 演目
  - 覇王別姫
  - 白蛇伝
  - トウ天宮
- 人物
  - 金少山
- その他
  - 青幇

## 最終回について
作者は泉辰明が青年となり、日本人の京劇役者として歴史を大きく変えていく話を描こうとしていたのだが、その前に最終回を迎えることになった。

## 作中用語
- 文化大革命